# Kristina Sisco
Kristina Sisco (* 18. April 1982 in Bethesda, Maryland) ist eine US-amerikanische Schauspielerin.

## Leben und Leistungen
Sisco wuchs zeitweise in Texas und in Kalifornien auf. Sie arbeitete als Teenager für einen lokalen Fernsehsender in Bethesda und war auch als Model tätig. Sisco wurde im Jahr 1998 Miss Maryland Teen USA und im Jahr 1999 Miss Teen USA Pageant.
Als Schauspielerin debütierte Sisco in der Fernsehserie As the World Turns, in der sie in den Jahren 1999 bis 2002 auftrat. Für diese Rolle wurde sie in den Jahren 2001 und 2002 für den Daytime Emmy nominiert. In den Jahren 2006 bis 2007 war sie in der Fernsehserie Passions zu sehen.
Die Schauspielerin schloss im Jahr 2006 das Psychologiestudium am Thomas Edison State College ab. Im für das Fernsehen produzierten Abenteuerfilm Sands of Oblivion (2007) spielte sie an der Seite von Adam Baldwin eine der größeren Rollen. Im Thriller The Flock – Dunkle Triebe (2007) spielte sie die Rolle der vermissten Harriet Wells, die von den Agenten Erroll Babbage (Richard Gere) und Allison Laurie (Claire Danes) gesucht wird.
Sisco wohnt in New Jersey bei ihrer älteren Schwester.

## Filmografie (Auswahl)
- 1999–2002: As the World Turns (Fernsehserie)
- 2002: Returning Mickey Stern
- 2006–2007: Passions (Fernsehserie)
- 2007: Sands of Oblivion
- 2007: The Flock – Dunkle Triebe (The Flock)